# Жаны-Кызыл-Суу
Жаны-Кызыл-Суу (кирг. Жаңы-Кызыл-Суу) — село в Кара-Сууском районе Ошской области Кыргызстана. Входит в состав Отуз-Адырского айылного аймака.

## География
Село расположено в северо-западной части области, на расстоянии приблизительно 9 километров (по прямой) к юго-востоку от города Кара-Суу, административного центра района.

## Население
Согласно оценочным данным Национального статистического комитета Кыргызской Республики, численность населения села на начало 2023 года составляла 1876 человек.
| год     | 2009 | 2014 | 2015 | 2020 | 2021 | 2023 |
| ------- | ---- | ---- | ---- | ---- | ---- | ---- |
| человек | 1369 | 1484 | 1569 | 1736 | 1752 | 1876 |